# امورج
امورج یک سکونتگاه مسکونی در موریتانی است که در Hodh Ech Chargui Region واقع شده‌است.

## خصوصیات
امورج ۵٬۰۳۷ نفر جمعیت دارد.